# Elveția la Concursul Muzical Eurovision Junior
Elveția a debutat la Concursul Muzical Eurovision Junior în anul 2004.
Din cauza dificultăților financiare, RTSI s-a retras din concurs în 2005.

## Rezultate

#### Legendă:
Câștigător
     Locul al doilea
     Locul al treilea
     Ultimul loc
| An   | Gazda       | Artist         | Titlu       | Poziție | Puncte |
| ---- | ----------- | -------------- | ----------- | ------- | ------ |
| 2004 | Lillehammer | Demis Mirarchi | "Birichino" | 16      | 4      |

## Istoria voturilor (2004)
| Poziție | Țară         | Puncte |
| ------- | ------------ | ------ |
| 1       | Spania       | 12     |
| 2       | România      | 10     |
| 3       | Croația      | 8      |
| 4       | Regatul Unit | 7      |
| 5       | Franța       | 6      |

| Poziție | Țară  | Puncte |
| ------- | ----- | ------ |
| 1       | Malta | 4      |